# Світла вулиця (Харків)
Світла вулиця — одна з вулиць міста Харкова, розташована в Салтівському районі на Салтівці у 606 та 533 мікрорайонах.
Протяжність вулиці близько 2100 метрів.
Розпочинається на перетині з Валентинівською вулицею, далі перетинається з вулицею Нескорених та завершується на перехресті з вулицею Бучми.

## Забудова
З парного боку більшу частину Світлої вулиці займають індивідуальні гаражі. З непарного боку вулиця забудована багатоповерховими панельними житловими будинками. Крім того, тут розташовані комунальні установи й школи.
- Будинок № 9 — Середня загальноосвітня школа № 56.[2] На фасаді школи встановлено меморіальну дошку в пам'ять українського воїна Володимира Усенка, який навчався в цій школі і загинув у м. Іловайськ[3];
- Будинок № 11а, № 13 — КП «Харківські теплові мережі» Салтівського району[4];
- Будинок № 15 — Середня школа № 84[5]; Харківська дитяча художня школа № 2 імені Левченка[6];
- Будинок № 41 — Центр професійного розвитку працівників освіти[7].

## Транспорт
Світлою вулицею курсують автобуси маршрутів № 17, № 49, № 212, № 272.